# Veweziwa Kotjipati
Veweziwa Kotjipati (* 28. September 1992 in Epukiro) ist eine namibische Fußballspielerin.

## Karriere

### Vereine
Kotjipati startete ihre Seniorenkarriere 2009 mit der JS Academy, wo sie ihr Debüt im Nawisa Cup gab. Nach zweieinhalb Jahren in der ersten Namibischen Liga wechselte sie im Frühjahr 2012 zum SJC Hövelriege. Nachdem sie in eineinhalb Spielzeiten zwölf Tore erzielt hatte, verließ sie Hövelriege und wechselte zum TuS Lipperode. Beim Westfalenligisten Lipperode spielt sie neben Landsfrau und Nationalmannschaftskameradin Stacey Naris.
Nach dem Abstieg des TuS Lipperode am Saisonende wechselte Kotjipati im Sommer zum FSV Gütersloh 2009, wo sie in der zweiten Mannschaft eingesetzt wurde. Im Sommer 2015 folgte der Wechsel zum Regionalligaaufsteiger Arminia Bielefeld, mit dem sie in die 2. Bundesliga aufstieg. 2018 und 2019 spielte sie beim Herforder SV und wechselte anschließend zu Borussia Mönchengladbach, wo sie bis Juni 2021 unter Vertrag stand. Anschließend kam sie in der zweiten Mannschaft von Gladbach zum Einsatz und steht seit der Saison 2022/23 wieder im Aufgebot des ersten Teams.

### Nationalmannschaft
Kotijipati gehört seit 2010 zur Nationalmannschaft von Namibia. Zuvor spielte sie bereits für die U-17 und die U-20 Nationalmannschaft.